# Stade de l'Unité maghrébine
 (novembre 2016).
Si vous disposez d'ouvrages ou d'articles de référence ou si vous connaissez des sites web de qualité traitant du thème abordé ici, merci de compléter l'article en donnant les références utiles à sa vérifiabilité et en les liant à la section « Notes et références ».
Le Stade de l'Unité Maghrébine (kab : tadukli n tmazɣa, tiginaɣ : ⵜⴰⴷⵓⴽⵍⵉ ⵏ ⵜⵎⴰⵣⵖⴰ) aussi appelé Stade de l'Union Maghrébine, est un stade de football inauguré en 1987 situé au sein du complexe sportif OPOW dans la ville de Béjaïa, en Kabylie.
Il a une capacité d'environ 20 000 places assises, en 2001 lors du match d'accession entre le MOBejaia et l'équipe d'El Hadjar, les reponsables du stade ont evaluer l'affluence record à 22 000 personnes. II abrite les rencontres de football des trois clubs de football de la wilaya: la JSM Béjaïa, le MO Béjaïa et l'Olympique Akbou, ainsi que plusieurs clubs d'athlétismes.
Le stade a été rénové en 2009 en remplaçant le gazon naturel par une pelouse synthétique.

## Infrastructure
Le stade compte 20 tribunes, dont 17 non couvertes et 3 couvertes (couvert A, couvert B, Tribunes officielles). Il dispose d'une pelouse synthétique de 115m de longueur pour 80m de largeur (terrain 104m x 68m) ainsi que d'une piste d'athlétisme moderne lui permettant d'accueillir les tournoi régionaux d'athlétisme.
En plus des bureaux du stade et locaux techniques, il y'a 2 vestiaires pour les clubs de football et plusieurs vestiaires pour les clubs d'athlétisme.
Il y'a également un terrain de football et une piste d'athlétisme annexe.

## Ambiance
Le stade est connu pour son atmosphère animée, alimentée par les fervents supporteurs des clubs locaux qui sont attachés au nom Tadukli n Tamazɣa. La répartition des fans est une tradition bien ancrée : le Couvert A et le côté gauche sont généralement occupés par les supporteurs de la JSM Béjaïa. Le Couvert B et le côté droit sont occupés par les supporteurs du MO Béjaïa.
Le stade est célèbre pour son ambiance vibrante, particulièrement dans les tribunes couvertes, qui amplifient les chants et encouragements des supporteurs et les tribunes aux traditions populaires d'adrar lgarrut et adrar n tizi.